# Morangis (Essonne)
Morangis és un municipi francès, situat al departament de l'Essonne i a la regió de Illa de França. L'any 2007 tenia 11.511 habitants.
Forma part del cantó de Savigny-sur-Orge i del districte de Palaiseau. I des del 2016, de la divisió Grand-Orly Seine Bièvre de la Metròpoli del Gran París.

## Demografia

### Població
El 2007 la població de fet de Morangis era d'11.511 persones. Hi havia 4.420 famílies, de les quals 1.142 eren unipersonals (473 homes vivint sols i 669 dones vivint soles), 1.244 parelles sense fills, 1.698 parelles amb fills i 336 famílies monoparentals amb fills.
La població ha evolucionat segons el següent gràfic:
Habitants censats

### Habitatges
El 2007 hi havia 4.779 habitatges, 4.491 eren l'habitatge principal de la família, 110 eren segones residències i 178 estaven desocupats. 3.356 eren cases i 1.330 eren apartaments. Dels 4.491 habitatges principals, 3.327 estaven ocupats pels seus propietaris, 1.032 estaven llogats i ocupats pels llogaters i 132 estaven cedits a títol gratuït; 313 tenien una cambra, 442 en tenien dues, 1.000 en tenien tres, 1.030 en tenien quatre i 1.705 en tenien cinc o més. 3.621 habitatges disposaven pel capbaix d'una plaça de pàrquing. A 2.069 habitatges hi havia un automòbil i a 1.913 n'hi havia dos o més.

### Piràmide de població
La piràmide de població per edats i sexe el 2009 era:
| Homes | Edats   | Dones |
| ----- | ------- | ----- |
| 4     | 95 o +  | 4     |
| 16    | 90 a 94 | 44    |
| 40    | 85 a 89 | 92    |
| 40    | 80 a 84 | 60    |
| 128   | 75 a 79 | 220   |
| 156   | 70 a 74 | 196   |
| 248   | 65 a 69 | 288   |
| 324   | 60 a 64 | 276   |
| 324   | 55 a 59 | 332   |
| 412   | 50 a 54 | 412   |
| 400   | 45 a 49 | 504   |
| 392   | 40 a 44 | 332   |
| 376   | 35 a 39 | 492   |
| 360   | 30 a 34 | 340   |
| 348   | 25 a 29 | 304   |
| 328   | 20 a 24 | 336   |
| 348   | 15 a 19 | 344   |
| 348   | 10 a 14 | 352   |
| 292   | 5 a 9   | 300   |
| 196   | 0 a 4   | 260   |

## Economia
El 2007 la població en edat de treballar era de 7.616 persones, 5.663 eren actives i 1.953 eren inactives. De les 5.663 persones actives 5.239 estaven ocupades (2.728 homes i 2.511 dones) i 423 estaven aturades (225 homes i 198 dones). De les 1.953 persones inactives 579 estaven jubilades, 920 estaven estudiant i 454 estaven classificades com a «altres inactius».

### Ingressos
El 2009 a Morangis hi havia 4.582 unitats fiscals que integraven 11.993,5 persones, la mediana anual d'ingressos fiscals per persona era de 23.532 €.

### Activitats econòmiques
Dels 723 establiments que hi havia el 2007, 5 eren d'empreses extractives, 11 d'empreses alimentàries, 10 d'empreses de fabricació de material elèctric, 2 d'empreses de fabricació d'elements pel transport, 28 d'empreses de fabricació d'altres productes industrials, 147 d'empreses de construcció, 165 d'empreses de comerç i reparació d'automòbils, 65 d'empreses de transport, 40 d'empreses d'hostatgeria i restauració, 19 d'empreses d'informació i comunicació, 27 d'empreses financeres, 28 d'empreses immobiliàries, 111 d'empreses de serveis, 36 d'entitats de l'administració pública i 29 d'empreses classificades com a «altres activitats de serveis».
Dels 190 establiments de servei als particulars que hi havia el 2009, 1 era una oficina de correu, 2 oficines bancàries, 19 tallers de reparació d'automòbils i de material agrícola, 2 tallers d'inspecció tècnica de vehicles, 1 establiment de lloguer de cotxes, 1 autoescola, 19 paletes, 15 guixaires pintors, 21 fusteries, 15 lampisteries, 23 electricistes, 19 empreses de construcció, 8 perruqueries, 1 agència de treball temporal, 31 restaurants, 7 agències immobiliàries, 2 tintoreries i 3 salons de bellesa.
Dels 30 establiments comercials que hi havia el 2009, 2 eren supermercats, 5 botiges de menys de 120 m², 3 fleques, 4 carnisseries, 2 peixateries, 2 botigues de roba, 2 botigues d'equipament de la llar, 1 una botiga d'equipament de la llar, 3 botigues d'electrodomèstics, 1 una botiga de mobles, 1 una perfumeria i 4 floristeries.
L'any 2000 a Morangis hi havia 5 explotacions agrícoles.

## Equipaments sanitaris i escolars
El 2009 hi havia 4 farmàcies i 2 ambulàncies.
El 2009 hi havia 2 escoles maternals i 3 escoles elementals. A Morangis hi havia 1 col·legi d'educació secundària i 1 liceu d'ensenyament general. Als col·legis d'educació secundària hi havia 580 alumnes i als liceus d'ensenyament general 690.

## Poblacions més properes
El següent diagrama mostra les poblacions més properes.